# Face to Face
Face to Face je album anglické rockové skupiny The Kinks které poprvé vyšlo 28. října 1966.
Album The Kink Kontroversy sice znamenalo pro Kinks podstatný krok vpřed, ve srovnání s následující deskou Face to Face však její kvality blednou. Tohle LP je jedním z nejpovedenějších souborů popových songů v 60. letech. Odráží fascinaci Raye Daviese britskou společností a jejím rozdělení, což promítl do několika svěžích charakterových portrétů. Tak, jak rostli oba bratři Daviesové jako skladatelé, zlepšovala se i celá skupina po muzikantské stránce. Deska je plná skvělých momentů, ať už máme na mysli rozverné havajské rytmy v rockové vypalovačce "Holiday in Waikiki", mručivé dotyky Indie ve skladbě "Fancy", téměř kabaretní podání "Dandy" či pozvolna se valící hitovku "Sunny Afternoon". Za poslech rozhodně stojí ale i další písně "Rosy Won't You Please Come Home", "Party Line", "Too Much on My Mind", "Rainy Day in June" nebo "Most Exclusive Residence for Sale". Všechny dohromady tvoří jednu z nejvýraznějších nahrávek své éry.

## Seznam skladeb
Autorem všech skladeb je Ray Davies.
1. "Party Line" – 2:35
2. "Rosie Won't You Please Come Home" – 2:34
3. "Dandy" – 2:12
4. "Too Much on My Mind" – 2:28
5. "Session Man" – 2:14
6. "Rainy Day in June" – 3:10
7. "A House in the Country" – 3:03
8. "Holiday in Waikiki" – 2:52
9. "Most Exclusive Residence for Sale" – 2:48
10. "Fancy" – 2:30
11. "Little Miss Queen of Darkness" – 3:16
12. "You're Lookin' Fine" – 2:46
13. "Sunny Afternoon" – 3:36
14. "I'll Remember" – 2:27

### Bonusy
1. "I'm Not Like Everybody Else" – 3:29
2. "Dead End Street" – 3:23
3. "Big Black Smoke" – 2:36
4. "Mr. Pleasant" – 3:01
5. "This Is Where I Belong" – 2:25
6. "Mr. Reporter" – 3:58
7. "Little Women" – 2:10